# 克罗附近圣莫里斯
克罗附近圣莫里斯（法語：Saint-Maurice-près-Crocq，法語發音：[sɛ̃ moʁis pʁɛ kʁo]）是法国克勒兹省的一个市镇，属于欧比松区。

## 地理
克罗附近圣莫里斯（45°52'25"N, 2°19'36"E）面积14.1 平方千米，位于法国新阿基坦大区克勒兹省，该省份为法国中部省份，位于法國中央高原西北部，北起安德尔省和谢尔省，西接维埃纳省，南至科雷兹省，东临多姆山省，东北与阿列省接壤。
与克罗附近圣莫里斯接壤的市镇（或旧市镇、城区）包括：克罗、内乌、蓬沙罗、克罗附近圣阿尼昂、圣乔治尼格勒蒙、圣帕尔杜达尔内。

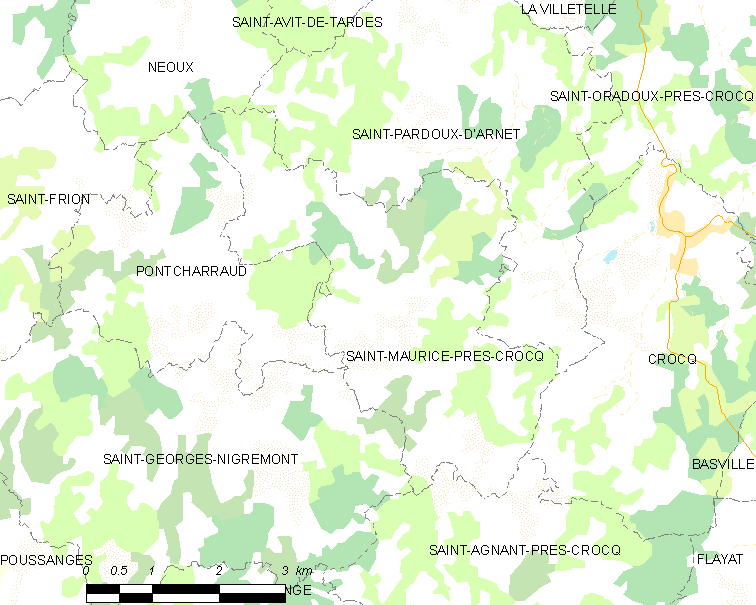
克罗附近圣莫里斯的OSM定位图

克罗附近圣莫里斯的时区为UTC+01:00、UTC+02:00（夏令时）。

## 行政
克罗附近圣莫里斯的邮政编码为23260，INSEE市镇编码为23218。

## 政治
克罗附近圣莫里斯所属的省级选区为欧藏斯县。

## 人口

1962-2008年间克罗附近圣莫里斯人口变化图示

克罗附近圣莫里斯于2022年1月1日时的人口数量为100人。